# Cascajares de la Sierra
Cascajares de la Sierra est une commune d'Espagne dans la communauté autonome de Castille-et-León, province de Burgos. Elle s'étend sur 13 km2 et comptait environ 27 habitants en 2024.

## Histoire
Le territoire de Cascajares de la Sierra est habité depuis la préhistoire, comme en témoignent des vestiges retrouvés. Il est traversé par les Celtibères et les Romains, qui y établissent une voie reliant Caesar Augusta (Saragosse) au nord de la péninsule. Durant la Reconquista, le village aurait été le théâtre d'une bataille contre les musulmans, associée au comte Fernán González. Le nom du village proviendrait de cette bataille, selon la légende. Les premières mentions écrites du village datent de 1052, sous le nom de Cascaliare, en référence aux nombreux éclats de roche présents dans la région.

## Économie
L'économie repose principalement sur l'agriculture (céréales, fruits et légumes pour l'autoconsommation) et l'élevage ovin. Quelques entreprises sont implantées dans la commune, notamment dans les secteurs des matériaux de construction, des équipements industriels et de la production de vin et de pacharán.

## Patrimoine
L'Église de la Natividad de Nuestra Señora est un édifice en pierre à trois nefs dont l'abside semi-circulaire et le presbytère datent du XIIe siècle. L'église conserve une cuve baptismale romane et un retable gothique du XVe siècle avec plusieurs sculptures polychromes.

## Environnement
Le village est situé au pied du mont Gayubar, offrant un paysage remarquable sur la vallée de l'Arlanza. Il fait partie de l'espace naturel protégé des Sabinares del Arlanza, où poussent des genévriers, ainsi que des chênes, peupliers et érables. La faune se compose d'une forte population de vautour fauve, ainsi que des rapaces comme l'autour des palombes. On y trouve également des sanglier, chevreuil, renard ou encore le loup ibérique. La commune dispose d'une zone de chasse et d'un parcours de pêche sur l'Arlanza.